# Бомбонџија
Бомбонџија је занатлија из групе старих заната који производи (прави) и продаје претежно бомбоне.
Бомбонџије су производиле бомбоне најчешће од шећера са додацима разних боја и екстраката за укус. Карактеристичне су шећерне бомбоне, љуте (зелене)бомбоне, „свилене бомбоне“... Поред тога прављени су од истог материјала и штапићи такозване „луше“ или „лулице“. 
У прошлости је бомбонџија продавао бомбоне у својој радњи званој Бомбонџијска радња. 
За време : пијачног дана, вашара или сабора, бомбонџија би излазио из радње и у корпи, на покретној тезги или на колицима продавао своје производе (у свом месту или у околним местима).
Поред бомбона бомбонџије су производиле и продавале: шећерне табле, ратлук, карамеле и друге слаткише.